# Língua dari
O dari ou persa afegão é o nome local da língua persa no Afeganistão. Ali é referido como Fārsi-ye-Dari ou "persa da Casa", rememorando as origens da língua moderna a partir daquela falada na Corte Real persa, onde a língua era usada como meio oficial de registro dos atos de governo. É a principal língua do país, falada por 50% da população, principalmente no norte e noroeste do país, e também em Cabul. É a principal língua dos povos tajiques, hazará e chahar aimak. A língua serve como meio de comunicação entre diferentes povos do Afeganistão.

## Características
A sintaxe dari não difere muito do persa iraniano embora o acento forte seja menos expressivo no persa afegane do que no persa iraniano. Muitos lingüistas não consideram o dari como uma língua ou um dialeto à parte; eles o consideram a língua escrita, enquanto o farsi é a língua falada (o persa falado, composto de vários dialetos). Dentre os motivos para isto estão:
- o dari existe há séculos, antes mesmo de existir o Afeganistão;
- o termo é usado por estudiosos iranianos e tadjiques para se referir à língua persa;
- afegane, em seu sentido original, refere-se somente aos pachtuns, que não falam o persa, mas a língua pachto
- a língua falada no Afeganistão é diferente da falada pelos zoroastrianos que vivem em Yazd e Kerman, no Irã, a qual é também chamada de dari ou gabri
- muitos falantes de dari são também capazes de falar e entender línguas de países vizinhos, tais como a Índia.